# Roman Hubník
Roman Hubník (Vsetín, Csehszlovákia, 1984. június 6. –) cseh labdarúgó. A cseh válogatott tagjaként ott volt a 2012-es Európa-bajnokságon.

## Pályafutása
Hubník a Sigma Olomoucban kezdte meg profi pályafutását 2002-ben. 2007 januárjában 2 millió euróért leigazolta az FK Moszkva, de ott nem tudott állandó helyet kiharcolni magának. Szinte a teljes 2009-es évet kölcsönben a Sparta Prahánál töltötte. Miután visszatért Oroszországba, ismét kölcsönadták, ezúttal a Hertha BSC-nek. A német klubot meggyőzte a játékos teljesítménye, ezért 2010. május 20-án opciós jogát kihasználva leigazolta. 2013 szeptemberében a Viktoria Plzeň csapatához szerződött. 2020 nyarán visszatért nevelőegyesületéhez, a Sigma Olomouchoz. 2022. június 2-án bejelentette visszavonulását.

### A válogatottban
Hubník az összes korosztályos cseh válogatottat megjárta, mielőtt 2009. július 5-én, Málta ellen bemutatkozhatott volna a felnőttek között. 2009. augusztus 12-én, Belgium ellen megszerezte első válogatottbeli gólját. Tagja volt a csehek 2012-es Eb-n részt vevő 23 fős keretének.

#### Góljai a cseh válogatottban
| #  | Dátum               | Ellenfél | Eredmény | Kiírás              | Esemény         |
| -- | ------------------- | -------- | -------- | ------------------- | --------------- |
| 1. | 2009. augusztus 12. | Belgium  | 3 – 1    | Barátságos mérkőzés | 27' a szünetben |
| 2. | 2010. október 8.    | Skócia   | 1 – 0    | Eb-selejtező        | 69'             |
| 3. | 2016. május 27.     | Málta    | 6 – 0    | Barátságos mérkőzés | 40'             |

## Fordítás
- Ez a szócikk részben vagy egészben  a   Roman Hubník című angol Wikipédia-szócikk fordításán alapul.  Az eredeti cikk szerkesztőit annak laptörténete sorolja fel. Ez a jelzés csupán a megfogalmazás eredetét és a szerzői jogokat jelzi, nem szolgál a cikkben szereplő információk forrásmegjelöléseként.

## Külső hivatkozások
- Roman Hubník válogatottbeli statisztikái
- Roman Hubník pályafutásának statisztikái
- Roman Hubník adatlapja a Hertha BSC honlapján Archiválva 2012. július 14-i dátummal a Wayback Machine-ben
- Roman Hubník adatlapja a Transfermarkt oldalán (angolul)
- Roman Hubník adatlapja a Soccerway oldalon (angolul)
- Roman Hubník adatlapja a Fortunaliga.cz oldalán (angolul)
- Roman Hubník adatlapja a FAČR oldalán (csehül)
- Roman Hubník adatlapja az idnes.cz oldalán (csehül)
- Roman Hubník adatlapja az eurofotbal.cz oldalán (csehül)